# Maître aux inscriptions blanches

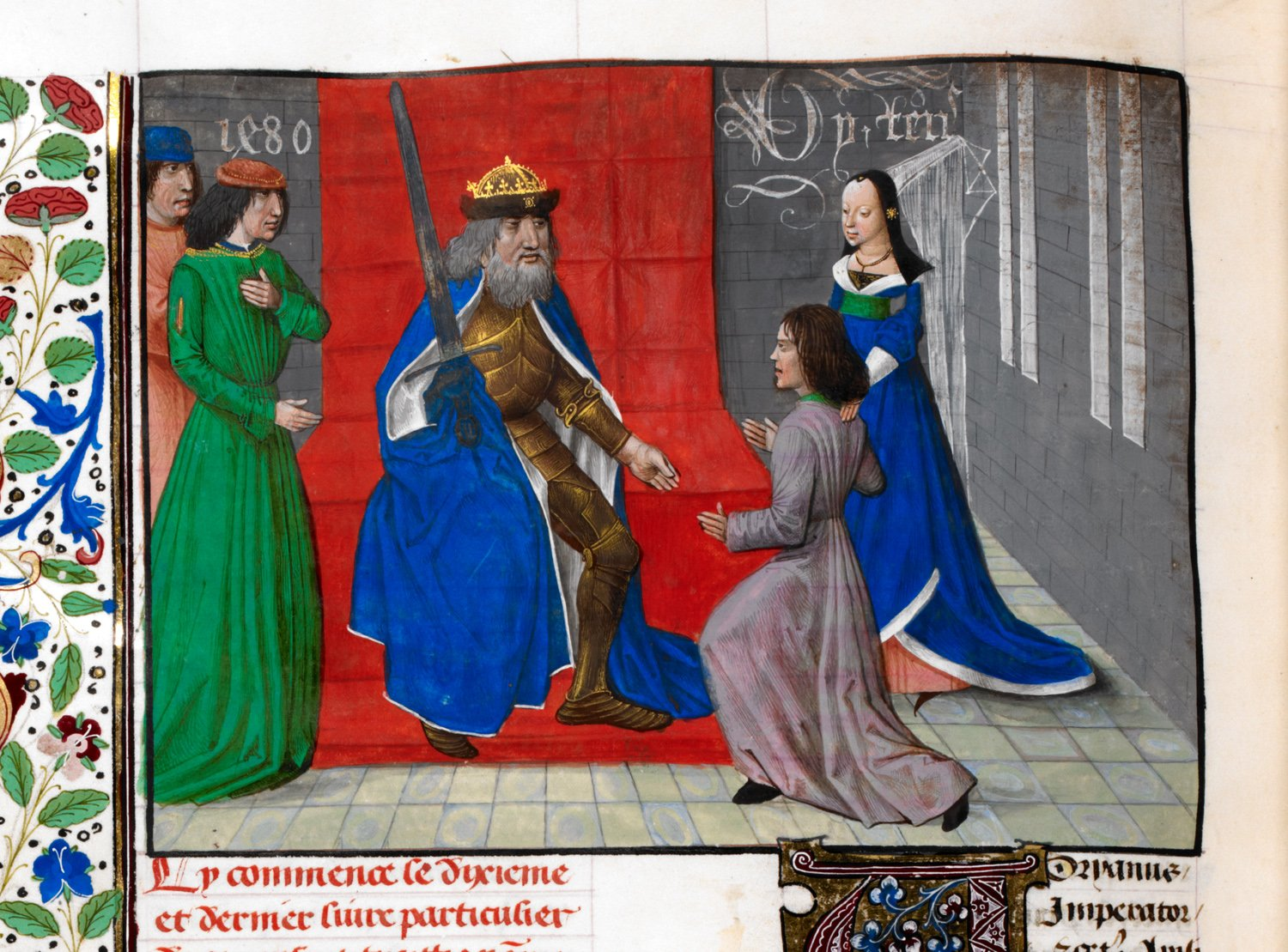
Présentation d'Hadrien à l'empereur Trajan par Plotine.
Benvenuto da Imola, Romuleon, BL. ms. Royal 19 E v, fol. 367v.

Le Maître aux inscriptions blanches (en anglais « Master of the White Inscriptions ») est un maître anonyme enlumineur dont l'une des caractéristiques est d'ajouter des textes, écrits en blanc, sur le fond de ses peintures. D'autres particularités stylistiques permettent de mieux identifier cet artiste, alors qu'au contraire d'autres enlumineurs utilisent aussi la technique des inscriptions,.

## Éléments stylistiques

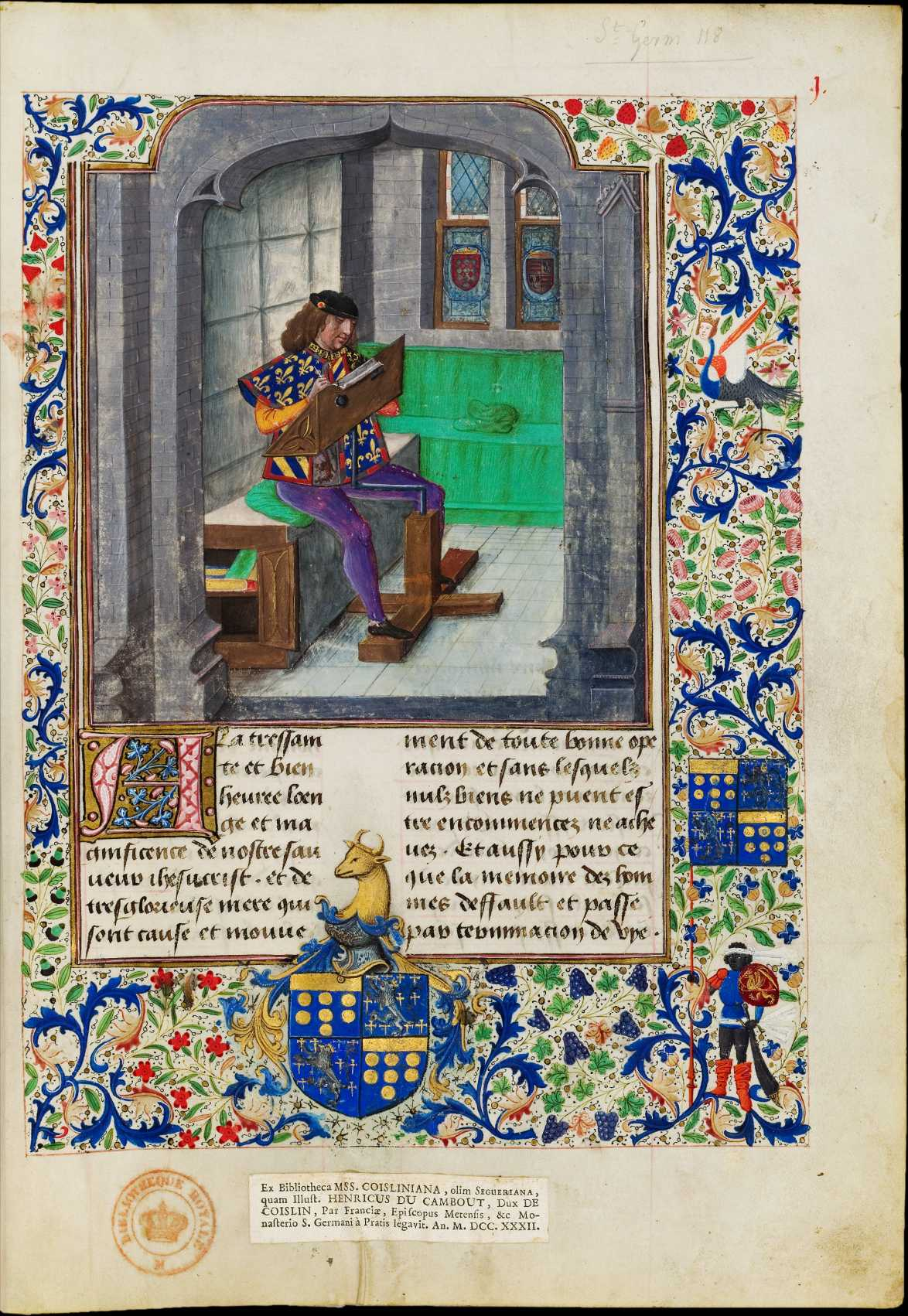
L'auteur écrivant.
Jean Lefèvre de Saint-Rémy, Livre des faits du bon chevalier messire Jacques de Lalaing, BnF Fr.16830 fol. 1 (1475 - 1480 env).

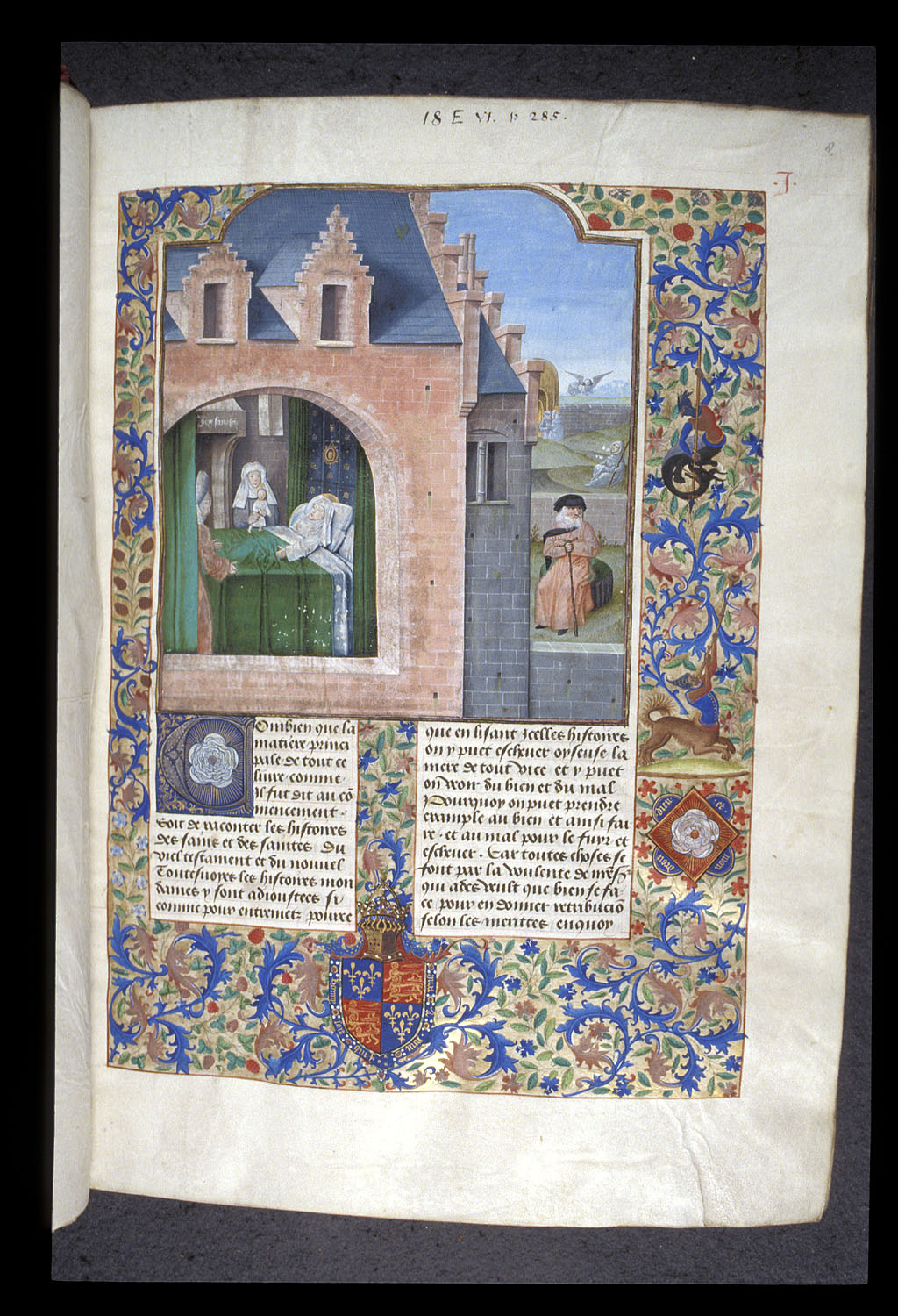
Naissance de Marie.
Jean de Mansel, Fleur des histoires, BL Royal 18 E vi fol. 8.

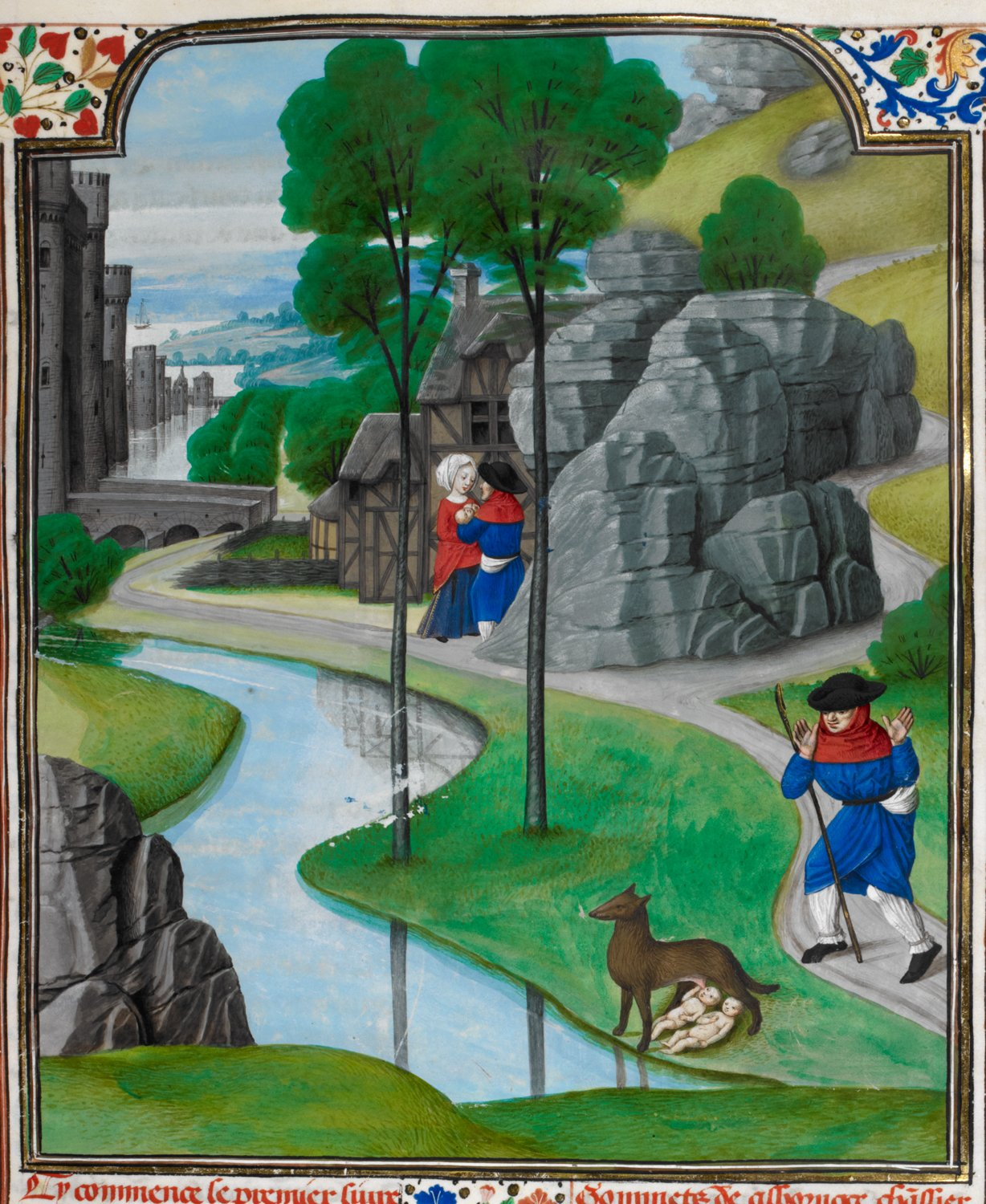
Découverte de Romulus et Remus
Benvenuto da Imola, Romuleon,, BL. ms. Royal 19 E v, fol. 32.

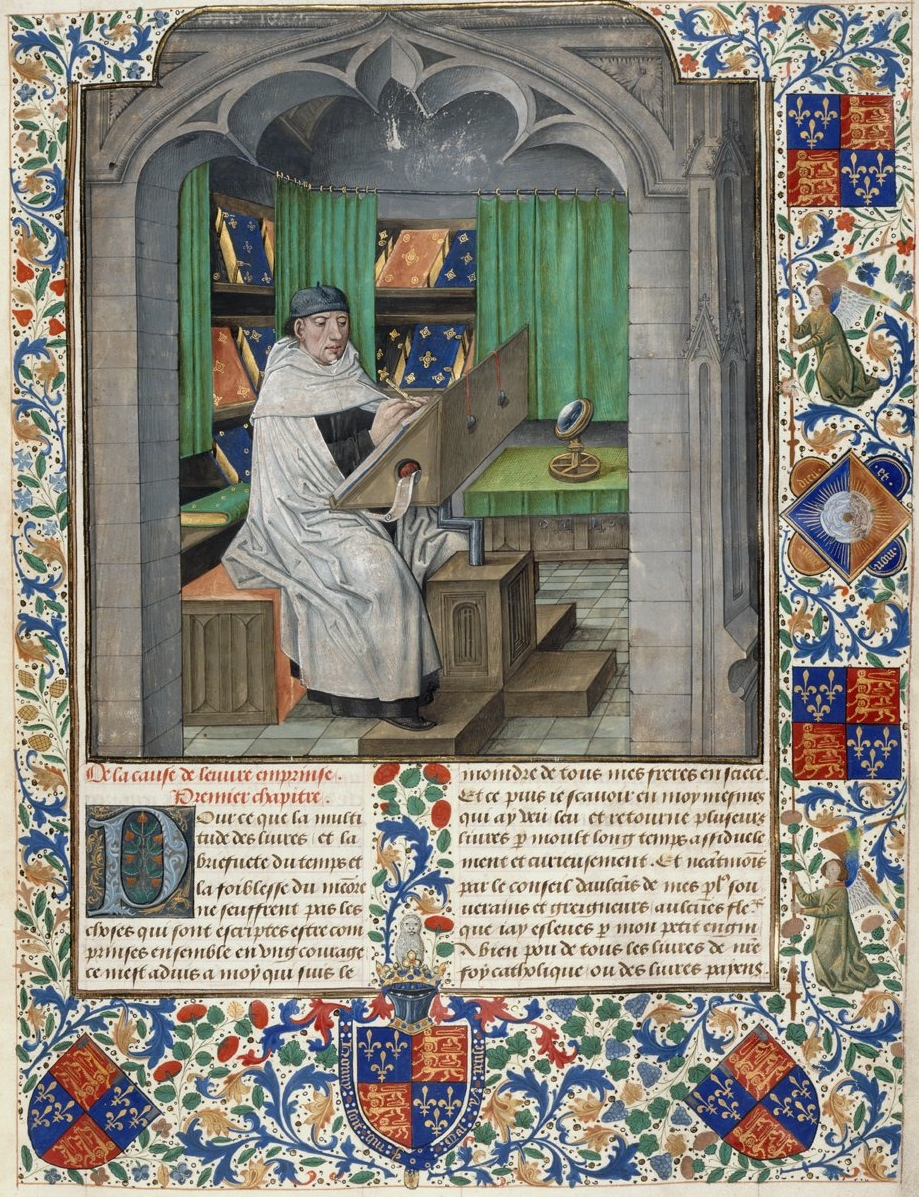
Vincent de Beauvais écrivant le livre.
Vincent de Beauvais, Miroir historial, BL Royal Ei fol. 3.

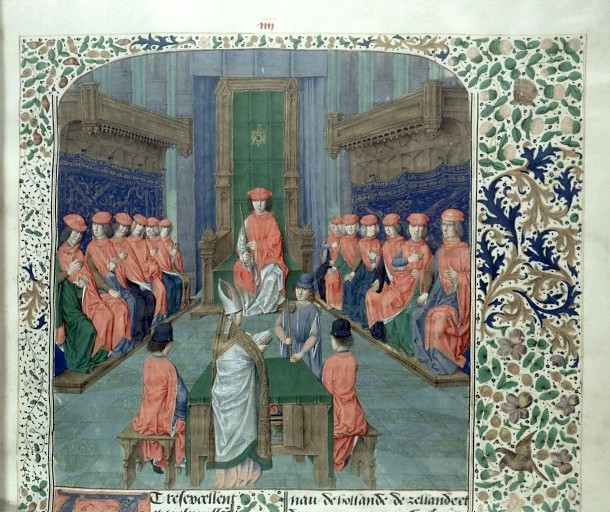
Le chancelier Guillaume Fillastre lit son ouvrage.
Guillaume Fillastre, Histoire de la Toison d'or, BnF Fr. 139, fol. 4.

Les ouvrages illustrés par l'enlumineur comportent des scènes de cour, avec leur cérémonial, de batailles, d'affaires diplomatiques, et autres événements historiques. Grâce à l'utilisation de costumes et de décors contemporains, les images offrent aussi souvent un aperçu de la vie au XVe siècle, anachronique par rapport aux thèmes peints.
En plus de sa marque distinctive constituée de son utilisation de la couleur blanche pour les inscriptions, qui ne sont d'ailleurs pas systématiques, l'artiste apporte un nouveau naturalisme dans ses peintures. Il explore les possibilités offertes par les conditions d'éclairage difficiles comme le crépuscule et la lumière réfléchie dans l'eau, un intérêt partagé avec d'autres peintres flamands de son temps.
Les miniatures attribuées au Maître aux inscriptions blanches sont puissantes par leur simplicité. En général, elles décrivent à chaque fois une seule scène, et dans de nombreux cas le font avec une telle économie de moyens dans la composition et les personnages que le sujet est soit très facile, soit très difficile à identifier. Les figures masculines ont le visage et le physique larges, enflés, voire laids; ils portent des cheveux longs et tiennent des poses crispées, et même agressives. Les personnages féminins sont élégants quoiqu’un peu angulaires et uniformes avec des visages de forme ovale. Les espaces intérieurs se limitent souvent à de grandes pièces vides, aux murs gris. Le bord de la miniature coupe régulièrement personnages et animaux. En général l’orange, le vert, le gris et le noir dominent, avec de grandes disparités.

## Évolution du nom
C'est en 1921 que le Maître aux inscriptions blanches a été nommé ainsi par Paul Durrieu, d'après les miniatures de deux importants manuscrits réalisés pour Édouard IV d'Angleterre qui sont l'un une traduction des Fait et dits mémorables de Valère Maxime par Simon de Hesdin et Nicolas de Gonesse et l'autre une version française de Romuleon de Benvenuto da Imola. Les inscriptions blanches forment une partie importante et une marque distinctive des miniatures de deux volumes. Dans le deuxième manuscrit figure la date 1480.
Friedrich Winkler ajoute en 1925 les attributions pour des miniatures de deux autres textes profanes pour Édouard, le Boccace et la Fleur des histoires de Jean Mansel. Dans le premier figure la date 1479.
D'autres œuvres attribuées au maître, par Scot McKendrick, sont des copies, pour Édouard IV, du Chemin de Vaillance de Jean de Courcy et la traduction française de la Cité de Dieu de Saint Augustin par Raoul de Presles. Scot McKendrick relève également quelques miniatures par le Maître aux inscriptions blanches dans deux manuscrits du Speculum historiale de Vincent de Beauvais dans une traduction française et les Chroniques d'Angleterre  de Jean de Wavrin, qui font également partie de la bibliothèque d’Édouard.
En 2002, Hanno Wijsman attribue la grande miniature d'ouverture dans une copie de Livre des faits de Jacques de Lalaing au même artiste. Ce volume est le seul qui n'appartenaient pas à Édouard IV. Certaines des miniatures précédemment attribuées à la main du Maître aux inscriptions blanches, y compris les miniatures les plus accomplis dans le volume 3 des Chroniques de Froissart du musée Getty et la copie d’Édouard IV du Boccace sont maintenant plutôt attribuées, par Scot McKendrick, à un artiste plus talentueux, qu'il nomme le Maître du Froissart du Getty.

## Œuvres
Probablement formé et basé en Flandre, actif dans les années 1480 à 1490, l'artiste a illustré des livres pour une clientèle courtoise internationale, dont beaucoup ont pu être destinés au roi Édouard IV d'Angleterre. Les illustrations attribuées à cet artiste figurent dans des manuscrits historiques sur l'antiquité, comme le Romuleon de Benvenuto da Imola ou médiévaux, comme l'Histoire de la Toison d'or de Guillaume Fillastre. On relève l'intervention de la main du Maître aux inscriptions blanches dans une quinzaine de manuscrits :
- Cas des nobles hommes et femmes de Boccace dans une traduction en français de Laurent de Premierfait[5],[12],[13].
- Romuleon de Benvenuto da Imola, traduit par Jean Miélot[14],[15], dont les inscriptions blanches forment une partie importante et une marque distinctive des miniatures de deux volumes. Le manuscrit est précédé d’une table des matières (fol. 1-31v), et suivi d’un index alphabétique (fol. 397-418v). Il comporte neuf miniatures sur deux colonnes et deux sur une colonne, en couleur et or, avec une marge pleine (fol. 32, 196) ou partielle (fol. 62, 98v, 125, 160v, 233, 238, 280, 336v, 367v). Seuls cinq autres manuscrits complets du Romuleon dans la traduction française de Miélot sont connus[16].
- Fait et dits mémorables de Valère Maxime, traduit par Simon de Hesdin et Nicolas de Gonesse[4],[15].
- Les livres 2 et 3 de la Fleur des histoires de Jean Mansel[6],[17].
- Le Livre des faits du bon chevalier messire Jacques de Lalaing, par Jean Le Fèvre de Saint-Remy[9]. Seul le frontispice[18] est du Maître aux inscriptions blanches, les dix-sept autres miniatures, plus petites, de la largeur d’une colonne, sont peintes par le Maître aux mains volubiles. La miniature maque un peu de finition, notamment pour les jambes et la chevelure. La manière dont les armoiries sont peintes sur les vêtements évoque, pour Hanno Wijsman, l'enlumineur Philippe de Mazerolles[2].
- Le frontispice du Miroir historial, traduction française, par Jean de Vignay, du Speculum historiale de Vincent de Beauvais[7],[19].
- Quelques miniatures d'une copie, par Jean Duchêne, du troisième volume des Chroniques d'Angleterre de Jean de Wavrin, en collaboration avec le Maître de la Toison d'or de Vienne et de Copenhague et le Maître d'Édouard IV[8],[20].
- Le Chemin de Vaillance de Jean de Courcy[21]. Le manuscrit contient des œuvres de Jean de Courcy, Alain Chartier, Raymond Lulle et Christine de Pisan. 4 grandes avec marges complètes et 10 petites miniatures[22].
- La traduction française, par Raoul de Presles, de la Cité de Dieu de Saint Augustin[23].
- Quelques enluminures des Chroniques de Jean Froissart du musée Getty[10],[24] sont attribuées, par le musée, au Maître aux inscriptions blanches.
- Dans le manuscrit Profits ruraux des champs de Pietro de' Crescenzi[25], traduction française de Jean Corbechon, le frontispice est attribué au Maître du Froissart du Getty, et les autres[26] au Maître aux inscriptions blanches.
- Frontispices de l'Histoire de la toison d'or, livres 1 et 2[2] de Guillaume Fillastre. Les deux miniatures en frontispice sont très semblables, et l'attribution au Maître aux inscriptions blanches est encore « provisoire ». L'une comme l’autre montre le chapitre de l'ordre de la Toison d'or, réuni à Bruges en 1486, présidé par Charles le Téméraire. Le chancelier Guillaume Fillastre lit, devant les chevaliers, le sermon qu'il développe dans ses ouvrages[27].
- Heures Gros-Carondelet, 22 grandes et 6 petites miniatures, en collaboration avec le Maître du Froissart du Getty et au Maître d'Édouard IV, vers 1475-1480, coll. privée, passé en vente chez Ketterer Kunst à Hambourg le 21 mai 2012 (lot 6)[28] puis chez Gunther Rare Books AG en mars 2013